# Valsgärde

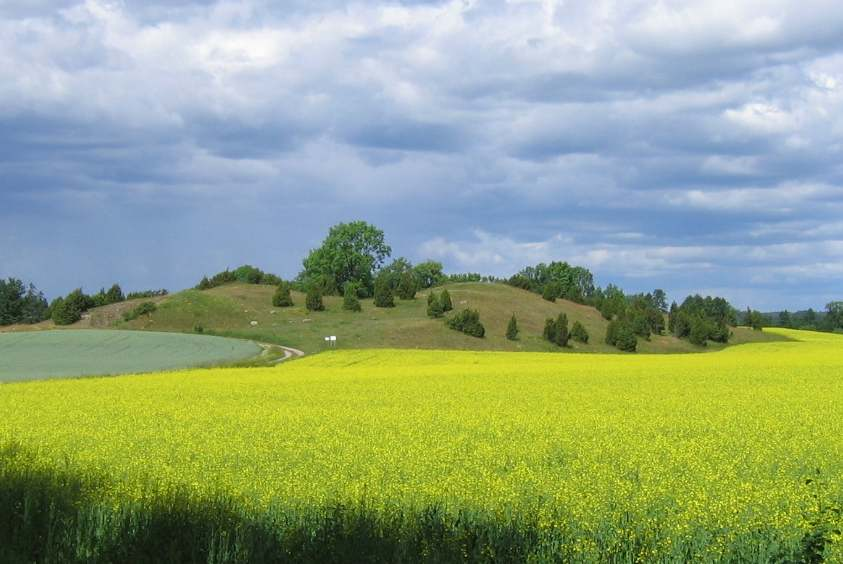
Cimitero di Vallsgärde

Valsgärde o Vallsgärde è una fattoria posta sul fiume Fyrisån, circa tre chilometri a nord di Gamla Uppsala, antica sede dei re svedesi e della fede pagana in Svezia. L'attuale fattoria risale al XVI secolo. La fama della fattoria dipende dalla presenza di un sito di sepoltura risalente all'Era di Vendel della Svezia (parte dell'età del ferro (ca. 550–793) e dell'Epoca vichinga); Venne usato per oltre 300 anni. La prima nave funeraria risale al VI secolo, e l'ultima all'XII secolo.

## Scavi

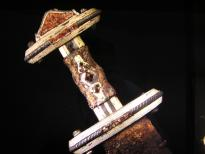
Elsa con decorazione cloisonné proveniente da Valsgärde

Il sito fu scoperto e scavato dagli archeologi negli anni venti, e in precedenza tombe simili erano state rinvenute solo a Vendel, che dà il nome a quest'epoca dell'età del ferro scandinava. Le tombe sono pressoché identiche a quelle trovate in Inghilterra, a Sutton Hoo in Anglia orientale. Vi sono numerose teorie circa l'identità di queste sepolture, dagli Ynglingar (Scylfings) ai potenti guerrieri del sistema Fyrd, o a potenti signori locali che si erano arricchiti grazie al commercio ed alla posizione strategica tra il fiordo di Mälaren e la regione del Tiundaland. Vi sono molte tombe ricche, ed è improbabile che molti di loro fossero reali.